# 林洛
林洛（？—1761年），中國清朝武官官員，本籍福建。
乾隆年间，担任福建水師提標中營守備、福建台灣水師中營遊擊。乾隆十年，任水師提標前營遊擊。乾隆十二年，任台灣水師營副將、閩安水師副將，护理福建金門總兵官。乾隆十七年，任福建澎湖水師副將。乾隆十九年，任浙江溫州鎮總兵官。乾隆二十一年，任崇明鎮總兵，后改江南蘇松總兵。乾隆二十二年，任福建台灣鎮總兵。同年改福建海壇總兵。乾隆二十四年，任浙江黃巖鎮總兵。有子林輔國。